# Блан (коммуна)
Блан (фр. и окс. Blan) — коммуна во Франции, находится в регионе Юг — Пиренеи. Департамент — Тарн. Входит в состав кантона Пастель. Округ коммуны — Кастр.
Код INSEE коммуны — 81032.

## География

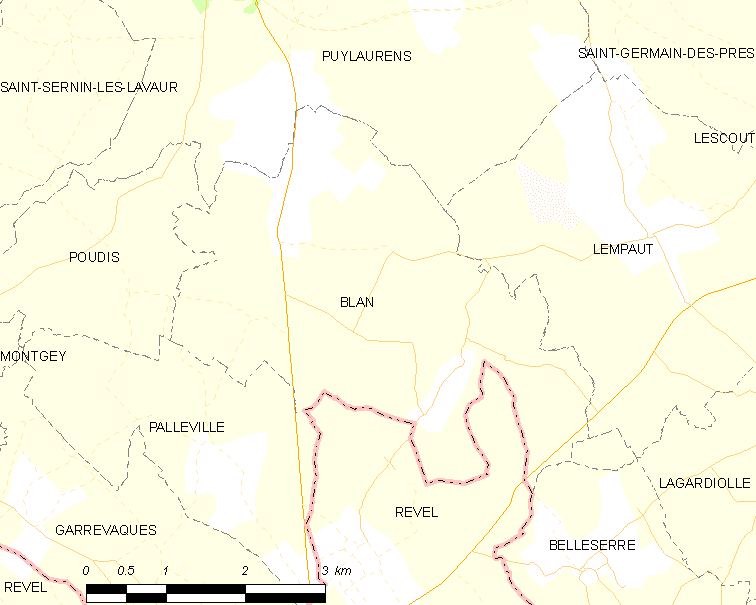
Карта коммуны

Коммуна расположена приблизительно в 600 км к югу от Парижа, в 50 км восточнее Тулузы, в 50 км к югу от Альби.
По территории коммуны протекает река Сор.

## Климат
Климат умеренно-океанический. Зима мягкая и дождливая, лето жаркое с частыми грозами. Ветры довольно редки.

## Население
Население коммуны на 2010 год составляло 1070 человек.
| 1962 | 1968 | 1975 | 1982 | 1990 | 1999 | 2010 |
| ---- | ---- | ---- | ---- | ---- | ---- | ---- |
| 414  | 434  | 515  | 608  | 737  | 742  | 1070 |

## Администрация
| Период | Период | Фамилия             | Партия                              | Примечания                           |
| ------ | ------ | ------------------- | ----------------------------------- | ------------------------------------ |
| 1988   | 2001   | Луи Лаже            | Объединение в поддержку республики  | член генерального совета (1994—2001) |
| 2001   | 2008   | Мартин Лангийон     |                                     |                                      |
| 2008   | 2020   | Жан-Клод де Бортоли | Французская коммунистическая партия |                                      |

## Экономика
В 2007 году среди 583 человек в трудоспособном возрасте (15—64 лет) 456 были экономически активными, 127 — неактивными (показатель активности — 78,2 %, в 1999 году было 71,7 %). Из 456 активных работали 394 человека (218 мужчин и 176 женщин), безработных было 62 (25 мужчин и 37 женщин). Среди 127 неактивных 49 человек были учениками или студентами, 37 — пенсионерами, 41 были неактивными по другим причинам.